# Athyrma ptocha
Athyrma ptocha är en fjärilsart som beskrevs av Louis Beethoven Prout 1925. Athyrma ptocha ingår i släktet Athyrma och familjen nattflyn. Inga underarter finns listade i Catalogue of Life.